# Katrine Lunde
Katrine Lunde (Kristiansand, 30 de março de 1980) é uma handebolista profissional norueguesa, tricampeã olímpica, atua como goleiro.

## Carreira

### Carreira nos clubes
Ela começou sua carreira no clube em Hånes, e mais tarde jogou pelo Kristiansand, Våg e Aalborg DH. Ela ganhou a Liga dos Campeões com o Viborg em 2009 e 2010. Em 2010, ela assinou com o clube húngaro Győri ETO KC. Em 2015, ela assinou com o clube russo Rostov-Don. Depois de dois anos na Rússia, ela retornou à Noruega no Vipers Kristiansand.

### Carreira internacional
Lunde fez sua estreia na seleção norueguesa em 2002. Ela é seis vezes campeã europeia (2004, 2006, 2008, 2010, 2020, 2022). Ela é campeã mundial de 2011, recebeu uma medalha de prata no Campeonato Mundial Feminino de Handebol de 2007 e uma medalha de bronze no Campeonato Mundial de 2009. Em agosto de 2008, junto com sua irmã gêmea, ela ganhou a medalha de ouro nas Olimpíadas de Verão de 2008 em Pequim. Ela foi selecionada para o All-Star Team do torneio, e também foi a melhor goleira geral com uma taxa de defesa de 42%.
Lunde foi novamente nomeado goleiro do Time das Estrelas no Campeonato Europeu de 2008 e ficou em segundo lugar na lista dos Melhores Goleiros com uma taxa de defesa de 47%. Ela também fez parte da equipe norueguesa que ganhou a medalha de ouro nas Olimpíadas de Verão de 2012.
Ela ganhou uma medalha de ouro com a equipe norueguesa nas Olimpíadas de Verão de 2024, e também foi nomeada pela IHF a jogadora mais valiosa do torneio. Esta foi sua quinta medalha olímpica em cinco Olimpíadas diferentes: três de ouro e duas de bronze.